# Podgradina (żupania dubrownicko-neretwiańska)
Podgradina – wieś w Chorwacji, w żupanii dubrownicko-neretwiańskiej, w gminie Slivno. W 2011 roku liczyła 227 mieszkańców.